# Ulrich Nußbaum
Ulrich Nußbaum, né le 10 avril 1957 à Trassem, est un homme d'affaires et homme politique allemand qui n'appartient à aucun parti politique.
Après avoir mené sa carrière dans le monde de l'entreprise, il est nommé sénateur pour les Finances du Land de Brême dans la grande coalition de Henning Scherf, puis Jens Böhrnsen, en 2003. Il refuse quatre ans plus tard de devenir sénateur pour l'Économie, et retourne dans le secteur privé, jusqu'à ce qu'il soit choisi comme sénateur pour les Finances de Berlin. Il occupe ce poste entre 2009 et 2014.

## Éléments personnels

### Formation et carrière
Il passe son Abitur en 1976 à Willich, puis suit des études supérieures de droit et de sciences politiques à Sarrebruck,  Genf, Strasbourg et enfin Londres. Il obtient son doctorat de droit, avec mention assez bien, en 1984, et son second diplôme juridique d'État l'année suivante.
Il commence à travailler en 1985, comme secrétaire personnel du directeur général de la société Flamingo-Fisch GmbH & Co. KG, installée à Bremerhaven. Il entreprend ensuite sa carrière dans le domaine de la direction, que ce soit dans l'administration, les finances ou les entreprises. En 1996, il est élu vice-président de la chambre de commerce et d'industrie de Bremerhaven, puis fonde la société SLH Sea Life Harvesting Gruppe deux ans plus tard.
Ayant renoncé à la vice-présidence de la chambre de commerce en 2003, il la retrouve de 2007 à 2009.
Il est par ailleurs avocat depuis 1989.

## Vie politique
Le 4 juillet 2003, il est choisi par Henning Scherf, président du Sénat de Brême, comme nouveau sénateur pour les Finances de sa grande coalition, le titulaire de ce portefeuille devant être désigné par le SPD. Il est maintenu en fonction lorsque Jens Böhrnsen succède à Scherf, en novembre 2005. Les sociaux-démocrates ayant remporté les élections de 2007, ils décident de former une coalition avec les Verts, et Böhrnsen choisit Nußbaum comme sénateur pour l'Économie et les Ports, et sénateur pour la Justice et la Constitution. Celui-ci accepte avant de finalement se rétracter, refusant la demande du président régional du Parti social-démocrate d'Allemagne, Uwe Beckmeyer, d'adhérer au parti.
Il fait finalement son retour dans la vie politique le 1er mai 2009, en devenant sénateur pour les Finances de Berlin dans la coalition rouge-rouge de Klaus Wowereit en remplacement de Thilo Sarrazin, élu au directoire de la Bundesbank. Reconduit en 2011 dans un gouvernement de grande coalition, il abandonne ces fonctions le 11 décembre 2014, quand Wowereit quitte le pouvoir.